# Xã Sverdrup, Quận Otter Tail, Minnesota
Xã Sverdrup (tiếng Anh: Sverdrup Township) là một xã thuộc quận Otter Tail, tiểu bang Minnesota, Hoa Kỳ. Năm 2010, dân số của xã này là 621 người.